# Odderbanen
Odderbanen (tidligere kendt som Odder-grisen) er en tidligere jernbane og nuværende letbane mellem Aarhus og Odder. Banen blev oprettet 19. juni 1884 og omfattede oprindeligt også strækningen Odder-Hov, der blev nedlagt 21. maj 1977.
Odderbanen blev drevet af privatbaneselskabet Hads-Ning Herreders Jernbane (HHJ), som 1. januar 2008 fusionerede med Lemvigbanen (VLTJ) under navnet Midtjyske Jernbaner A/S.
I perioden juli til oktober 2008 gennemgik banen totalrenovering, hvor hele strækningen Odder-Tranbjerg fik nye skinner. I samme forbindelse blev trinbrætterne Havebyen og Gunnestrup nedlagt. I stedet åbnedes trinbrættet Nørrevænget 15 september 2008.
I 2012 indgik Odderbanen sammen med Grenaabanen i Aarhus Nærbane, hvor der kørte nye Desiro-tog mellem Odder og Grenaa uden skift på Aarhus H. I august 2016 lukkedes hele nærbanen for ombygning til letbane og blev genåbnet som en del af Aarhus Letbane i august 2018..

## Strækningen
- Længde: 26,5 km
- Sporvidde: 1.435 mm

## Standsningssteder
- Aarhus Hovedbanegård
- Kongsvang Trinbræt (i Viby; oprettet 1994)
- Viby J Station (ubemandet fra 1990)
- Rosenhøj Trinbræt (oprettet 1972)
- Øllegårdsvej Trinbræt (oprettet 1972)
- Gunnar Clausensvej Trinbræt (oprettet 1975)
- Tranbjerg Station
- Nørrevænget Trinbræt (i Tranbjerg, oprettet 2008)
- Mølleparken Trinbræt (i Mårslet, oprettet 1973)
- Mårslet Station
- Vilhelmsborg Trinbræt, oprettet 1989
- Beder Station (trinbræt siden 2002)
- Malling Station
- Assedrup Station
- Rude Havvej Trinbræt (i Odder, oprettet 1982)
- Odder Station

Opdelingen i stationer og trinbrætter indikerer hvor modkørende tog kan krydse (mødes), idet alle standsningssteder mellem Aarhus og Odder er ubemandede. På trinbrætter skal man stille sig på perronen, så letbaneføreren kan se en, hvis man vil med.

## Nedlagte standsningssteder
- Sletvej krydsningsstation (i Viby)
- Havebyen Trinbræt (i Tranbjerg, oprettet 1971, nedlagt 15. september 2008)
- Gunnestrup Station (i Tranbjerg, oprettet 19. juni 1884, nedlagt 15. september 2008)
- Egelund Trinbræt (oprettet 1985, nedlagt 26. august 2016 i forbindelse med omdannelsen til letbane)[2]
- Banevolden Trinbræt (i Malling, oprettet 1966, nedlagt ved køreplansskiftet d. 8. januar 2006)
- Parkvej Trinbræt (i Odder, oprettet 1959, nedlagt 26. august 2016 i forbindelse med omdannelsen til letbane)[2]

## Ulykker
- 4. november 1913: Tog afsporede under udkørsel fra Mårslet Station. Toget bestod af lokomotiv nr. 9, åben godsvogn fra DSB, P 16278, personvogn C24, personvogn A1, gennemgangsvogn C28 og baggagevogn E44. C28 hoppede af sporet, da toget passerede jernbaneoverskæringen. Vognen kørte på svellerne og afsporede helt ved udkørsel fra stationen. Tre personvogne væltede. DSB A 146 førte toget, der skulle hjælpe med oprydningen. Årsagen til ulykken blev aldrig opklaret. Som konsekvens blev der indsat tvangsskinne i overkørslen og oprettet en hastighedsbegrænsning på 20 km/t gennem sporskifter.
- 17. november 2008: En kvinde blev ramt af toget mellem Tranbjerg og Mårslet.

## Eksterne kilder og henvisninger
- En egn – et spor gennem tiden. Odder Lokalhistoriske Arkiv 2009
- Odderbanen 1984 - 2009. Forlaget Holsund 2009
- Midtjyske Jernbaner